# ココ (ゴリラ)
ココ（英語: koko、本名:Hanabi-ko、1971年7月4日 - 2018年6月19日）はメスのローランドゴリラ。世界で初めて手話（アメリカ手話言語）を使い人間との会話に成功したゴリラであるとされる。身長175cm。体重127kg。本名のハナビコは「花火子」と書き、これはココの誕生日のアメリカ独立記念日にあがる花火からついた名前である。
生後3か月で病気にかかっている時に、発達心理学の研究者のフランシーヌ・パターソンと出会い、手話を教わった。2012年の時点で、使うことの出来る手話（単語）は2000語以上になり、嘘やジョークを言う事もあった。

## エピソード
ココとペットの猫
ココについてのエピソードについて、特に有名なものとして、ボール（ALL BALL）という名の子猫との話がある。
飼育係のパターソンがココに絵本を読み聞かせていた所、ココは絵本に出てきた猫を気に入り、誕生日プレゼントに猫をおねだりした。
そこでおもちゃの猫を与えたが、ココが気に入ることはなかった。
そこで、ゴリラが別の動物をペットとして飼育することができるのかの実験も兼ね、本物の生きた子猫を与えることとなった。
3匹の子猫が候補となり、ココはその中の自分と同じようにしっぽのない1匹を選び、ボールと名付け、2匹の生活が始まった。
当初飼育員達は、ココがボールを殺してしまう事を危惧していたが、ココはボールの体を舐めたり、抱きかかえたりして、愛情を注いでボールの事を育てていた。
しかしある日、ボールは車に轢かれて死んでしまう。
飼育係のパターソンがその事を手話でココに伝えた所、ココは少しの沈黙の後に「話したくない」と答えた。続けて彼女は手話でボールへの愛情や悲哀の言葉を繰返し、大きな声で泣き続けた。
この時の様子は映像としても残っており、ココの悲しむ様子もハッキリと確認できる。
同時に彼女は「死」の概念も理解しており、手話で「ゴリラはいつ死ぬのか？」と問われると「年をとり 病気で」と回答し、「その時何を感じるのか？」という質問には「眠る」とだけ答えた。
そして、「死んだゴリラはどこへ行くのか」と聞くと、「苦痛のない 穴に さようなら」と答えた。
ペットの猫はその後LIPS LIPSTICK、SMOKY、TIGERと代替わりをしながら、仲良く一緒に暮らしていた。
2018年6月19日に46歳で死んだ。

## エピソードに対する批判
研究方法について
心理学者マーク・サイデンバーグによると、ココが手話を話せるかについて、パターソン博士らが独自に行なった研究で、一般的な研究方法や査読をされた論文では報告がされていない。
独自の手話
ココが使用していた手話は一般的なアメリカ手話ではなく、ココが作り出したゴリラ手話 (Gorilla Sign Language) というもので、ココの会話を読み解けるのはパターソン博士と数人だけだった。恣意的な読み解きをしていたのではないかという批判がある。一般人と会話をするイベントも開催されていたが、全てパターソン博士が翻訳として入っている。さらに、会話が通じなかった場合に「嘘」として処理されていたのではないかとも言われている。
猫の死で悲しむ映像
TV番組で放送されたココが猫の死で悲しむ映像は、違う場所で撮影されたいくつかの映像を組み合わせたもので、ナレーションによって一連の映像のように編集されている。